# Oztira summa
Espèce
Synonymes
- Otira summa Davies, 1986

Otira summa est une espèce d'araignées aranéomorphes de la famille des Amaurobiidae.

## Distribution
Cette espèce est endémique du Queensland en Australie. Elle se rencontre sur le mont Bellenden Ker.

## Description
Le mâle décrit par Milledge en 2011 mesure 4,0 mm et la femelle 4,25 mm.

## Publication originale
- Davies, 1986 : New Australian species of Otira Forster & Wilton, 1973 and Storenosoma Hogg, 1900 (Araneae: Amaurobiidae). Memoirs of the Queensland Museum, vol. 22, p. 237-251 (texte intégral).